# 円田智子
円田 智子（えんだ ともこ、1980年3月17日 - ）は、テレビ長崎のアナウンサーである。2013年にテレビ長崎退社後は、長崎県を拠点にフリーアナウンサーとして活動。2024年より11年ぶりに復職。

## 来歴
長崎県佐世保市早岐地域出身。長崎県立長崎北高等学校、県立長崎シーボルト大学卒業。高校在学中の1996年に、NHK杯全国高校放送コンテストのアナウンス部門に出場したことがある。
大学を卒業後、2003年からNHK長崎放送局の契約キャスターを務めていた。
NHKとの契約の終了後、2007年4月からテレビ長崎 (KTN) のアナウンサーを務めていた。同局在籍時には、アナウンス業務と並行して地上デジタル放送推進大使も務めていた。
2013年3月、4年にわたってメインキャスターを務めた『KTNスーパーニュース』を卒業することを自身のブログで報告した。同時に、2012年8月に結婚したことも公表した。
その後はフリーに転向し、長崎県内で行われる式典の司会などを務めた。また、長崎の芸能プロダクション「リアンドクール」とアナウンススクール「プリムラ」の講師を務めていたこともある。プライベートではフリー転向後に第1子を、4年後に第2子を出産し、2児の母になる。テレビ長崎を退社して11年後の2024年に復職した。

## 担当番組
太字になっているところは、現在出演中の番組

### NHK長崎放送局
- ながさきひるまえ情報便 - ニュース担当[11]、中継リポーター[15]
- 情報らしんばん - お天気担当[11]
- もってこい長崎 5・6 - 中継リポーター[15]

### テレビ長崎
- KTNスピーク[8]
- KTNスーパーニュース - 天気予報担当、中継リポーター[8] → メインキャスター[16]
- KTNニュース最終版[8]
- ニュースJAPAN ローカルパート[17]
- KTN Live News イット!・平日版（木曜・金曜、2025年4月3日 - ）[18]

### フリー転向後
- EXILE・TAKAHIROと長崎の原爆〜秘められた親族の“被爆死”〜（2018年8月11日、NHK総合テレビ） - 手記朗読[19]